# 2137 Priscilla
2137 Priscilla је астероид главног астероидног појаса. Приближан пречник астероида је 41,01 ,
а средња удаљеност астероида од Сунца износи 3,189 астрономских јединица (АЈ).
Инклинација (нагиб) орбите у односу на раван еклиптике је 11,711 степени, а орбитални период износи 2080,287 дана (5,695 година). Ексцентрицитет орбите астероида износи 0,058.
Апсолутна магнитуда астероида износи 11,10 а геометријски албедо 0,038.
Астероид је откривен 24. августа 1936. године.